# Phare du Lido-San Nicolo
Le phare du Lido-San Nicolo (en italien : Faro di Porto di Lido (diga nord)) est un phare situé au port de Venise (Ville métropolitaine de Venise en Italie), dans la région de Vénétie. Il est géré par la Marina Militare.

## Histoire
Le phare, mis en service en 1908, est situé à l'extrémité de San Nicolo, le mole sud de Porto di Lido au nord du Lido de Venise, à l'embouchure de la rivière Sile.

## Description
Le phare  est une tour octogonale en maçonnerie de 14 m de haut, avec galerie et lanterne. La tour est peinte en rouge et la lanterne est gris métallique. Il émet, à une hauteur focale de 14 m, un éclat rouge toutes les 3 secondes. Sa portée est de 7 milles nautiques (environ 13 km).
Identifiant : ARLHS : ITA-239 ; EF-4164 - Amirauté : E2484 - NGA : 11520 .

## Caractéristiques dufeu maritime
Fréquence : 6s (W-W-W-W)
- Lumière : 1 seconde
- Obscurité : 2 secondes

|                  |
| Lagune de Venise |

### Lien connexe
- Liste des phares de l'Italie